# Overkill
Overkill — другий студійний альбом англійської групи Motörhead, який був випущений 24 березня 1979 року.

## Композиції
1. Overkill - 5:12
2. Stay Clean - 2:40
3. (I Won't) Pay Your Price - 2:56
4. I'll Be Your Sister - 2:51
5. Capricorn - 4:06
6. No Class - 2:39
7. Damage Case - 2:59
8. Tear Ya Down - 2:39
9. Metropolis - 3:34
10. Limb from Limb - 4:54

## Склад
- Леммі Кілмістер - вокал
- Едді «Фаст» Кларк - гітара
- Філ «Філті Енімал» Тейлор - ударні